# Plecia sordida
Plecia sordida är en tvåvingeart som beskrevs av Enrico Adelelmo Brunetti 1925. Plecia sordida ingår i släktet Plecia och familjen hårmyggor. Inga underarter finns listade i Catalogue of Life.